# Jodi Balfour
Jodi Anne Balfour (Città del Capo, 29 ottobre 1987) è un'attrice sudafricana.

## Biografia
Nata e cresciuta in Sudafrica, ha mosso i primi passi in teatro e televisione a Città del Capo, dove si è laureata nel 2009. Dopo avere preso parte al concorso Miss Sudafrica, si è trasferita in Canada, a Vancouver, iniziando a partecipare a serie televisive e pellicole cinematografiche. Co-proprietaria di una caffetteria a Gastown, nel centro storico di Vancouver, è principalmente nota per i ruoli di Gladys Witham in Bomb Girls e Joni Conway in Quarry - Pagato per uccidere.
Nel 2017 interpreta il ruolo di Jacqueline Kennedy nella serie TV di Netflix The Crown.

### Vita privata
Da ottobre 2020 ha una relazione con Abbi Jacobson.

## Filmografia

### Cinema
- Vampire, regia di Shunji Iwai (2011)
- Final Destination 5, regia di Steven Quale (2011)
- Afterparty, regia di Michelle Ouellet (2013)
- The Husband, regia di Bruce McDonald (2013)
- Eadweard, regia di Kyle Rideout (2015)
- Unearthing, regia di Natalino Lattanzio e Jon Deitcher (2015)
- Almost Anything, regia di Torre Catalano (2015)
- The Rest of Us, regia di Aisling Chin-Yee (2019)
- Freud - L'ultima analisi (Freud's Last Session), regia di Matt Brown (2023)

### Televisione
- The Philanthropist – serie TV, episodio 1x6 (2009)
- Kongo, regia di Peter Keglevic – film TV (2010)
- Tower Prep – serie TV, episodi 1x7-1x8 (2010)
- L'affondamento del Laconia (The Sinking of the Laconia) – miniserie TV, puntate 1x1-1x2 (2011)
- Supernatural – serie TV, episodio 6x12 (2011)
- R. L. Stine's The Haunting Hour – serie TV, episodio 1x5 (2011)
- V – serie TV, episodio 2x8 (2011)
- Sanctuary – serie TV, episodio 4x7 (2011)
- Primeval: New World – serie TV, episodi 1x3-1x5-1x11 (2012-2013)
- Bomb Girls – serie TV, 18 episodi (2012-2013)
- Bomb Girls: Facing the Enemy, regia di Jerry Ciccoritti – film TV (2014)
- The Best Laid Plans – miniserie TV, 6 puntate (2014)
- Quarry - Pagato per uccidere (Quarry) – serie TV, 8 episodi (2016)
- The Crown – serie TV, episodio 2x08 (2017)
- Rellik – miniserie TV, 6 puntate (2017)
- True Detective – serie TV, episodi 3x4-3x5 (2019)
- For All Mankind – serie TV (2019-in corso)

### Cortometraggi
- A Ghost Within, regia di Daniel Berezowsky (2013)
- Waterloo, regia di Joey Klein (2013)
- Valentines Day, regia di Brittany Allen (2014)

## Doppiatrici italiane
Nelle versioni in italiano delle opere in cui ha recitato, Jodi Balfour è stata doppiata da:
- Federica De Bortoli in Quarry - Pagato per uccidere, For All Mankind
- Emanuela Pacotto in Primeval: New World
- Laura Lenghi in Sanctuary
- Martina Felli in The Crown
- Valentina Favazza in Freud - L'ultima analisi